# Митків (Гайсинський район)
Миткі́в — село в Україні, у Краснопільській сільській громаді Гайсинського району Вінницької області. Розташоване за 21 км на схід від міста Гайсин та за 3,5 км від автошляху М30. Населення становить 538 осіб (станом на 1 січня 2017 р.).

## Історія
7 (20) листопада 1917 року, відповідно до Третього Універсалу Української Центральної Ради, увійшло до складу Української Народної Республіки.

## Населення

### Мова
Розподіл населення за рідною мовою за даними перепису 2001 року:
| Мова       | Відсоток |
| ---------- | -------- |
| Українська | 98,92 %  |
| Російська  | 0,81 %   |

## Галерея

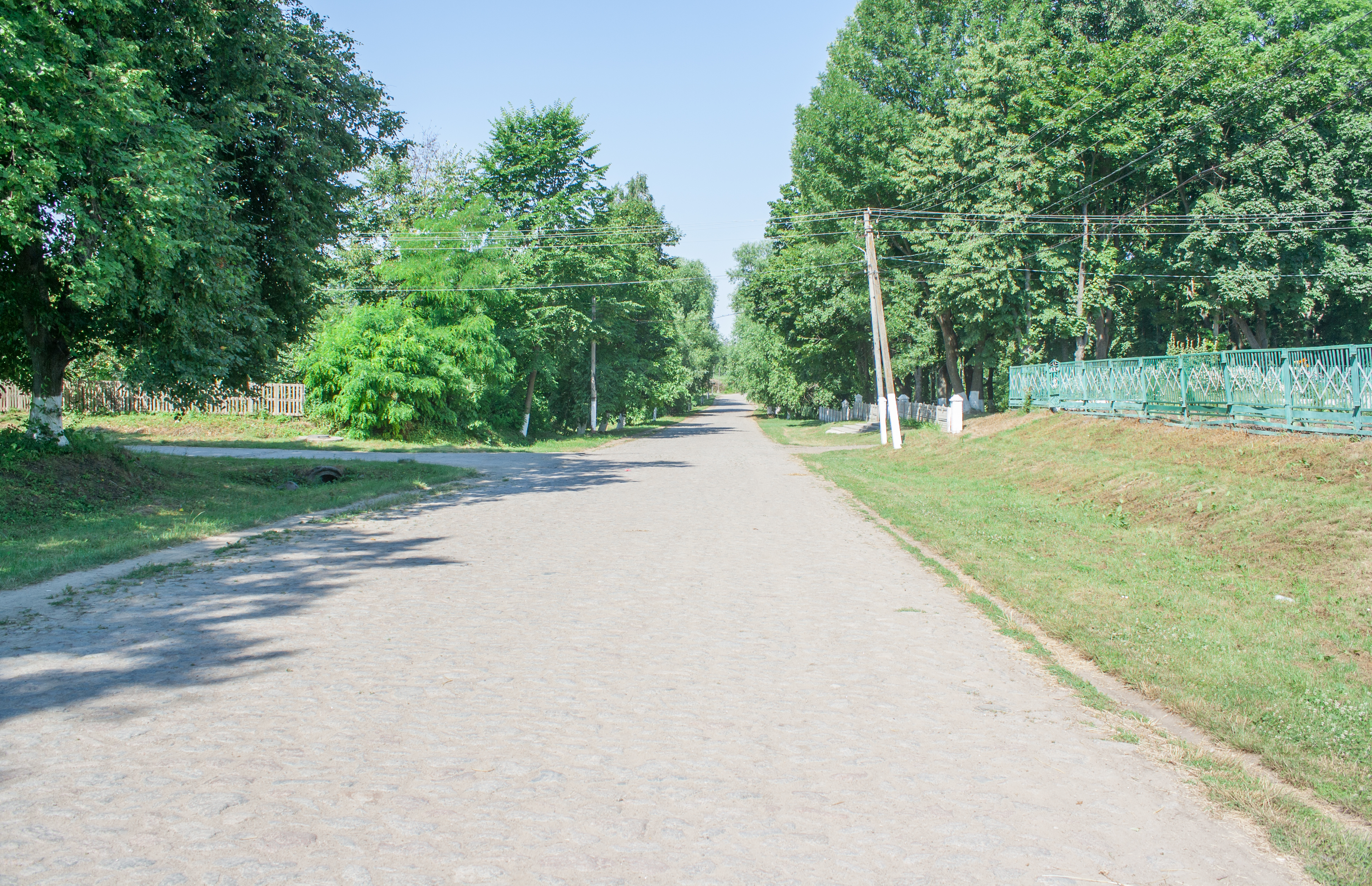
Головна вулиця
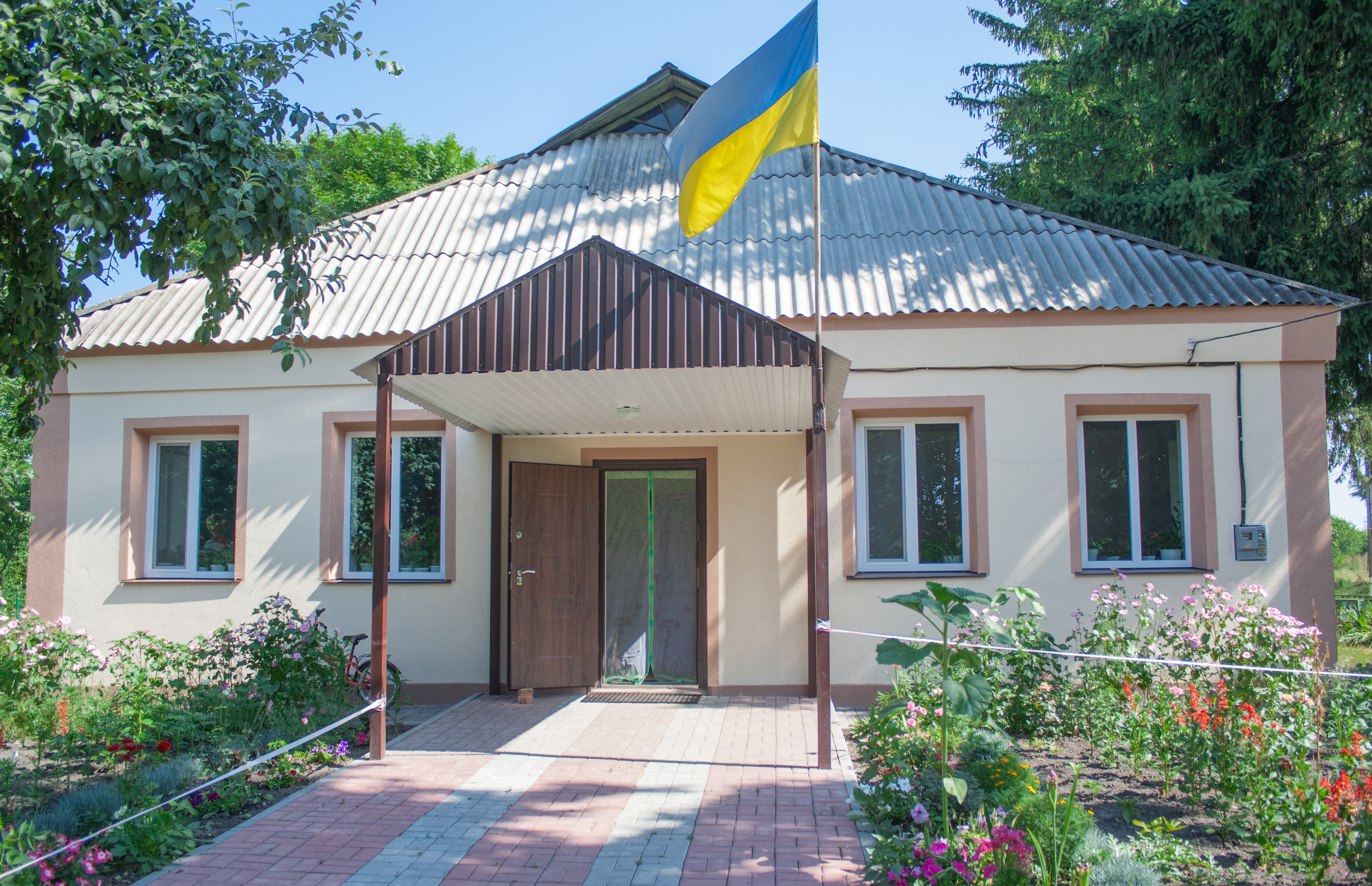
Сільська рада
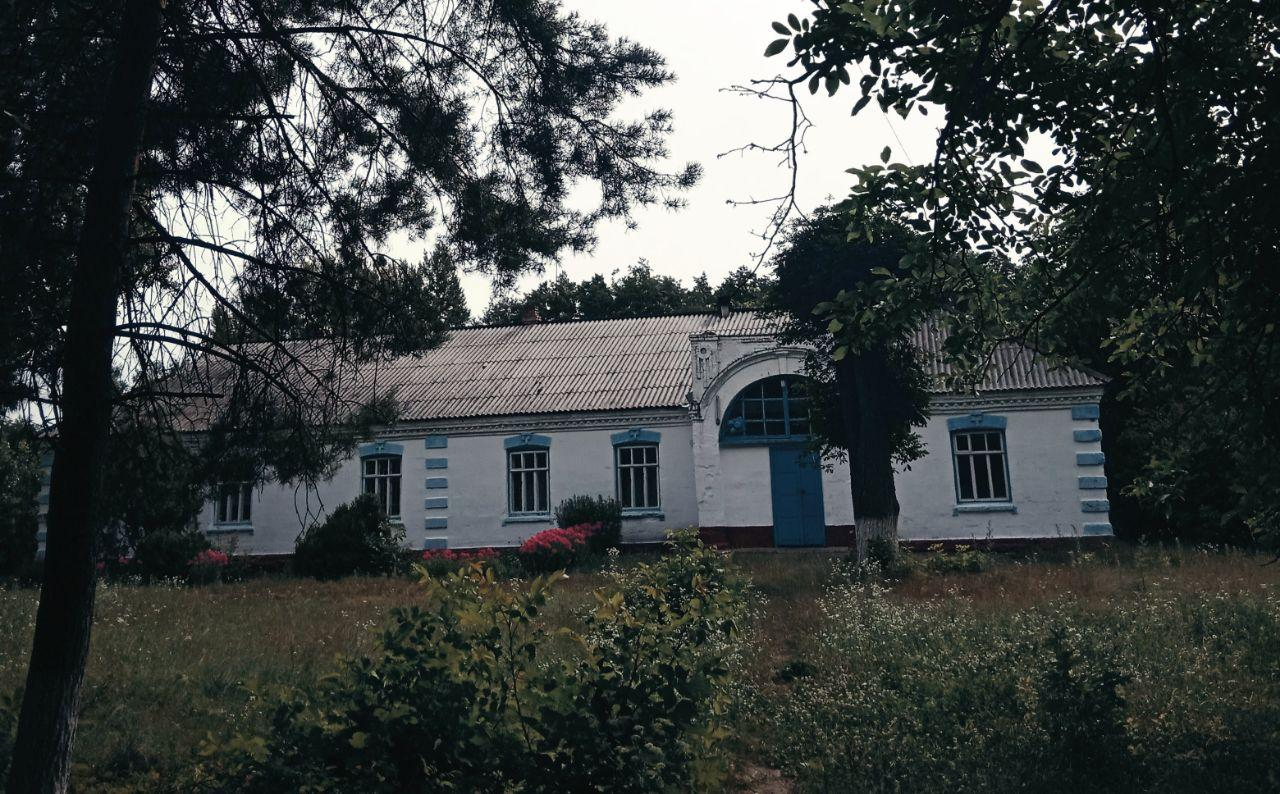
Школа
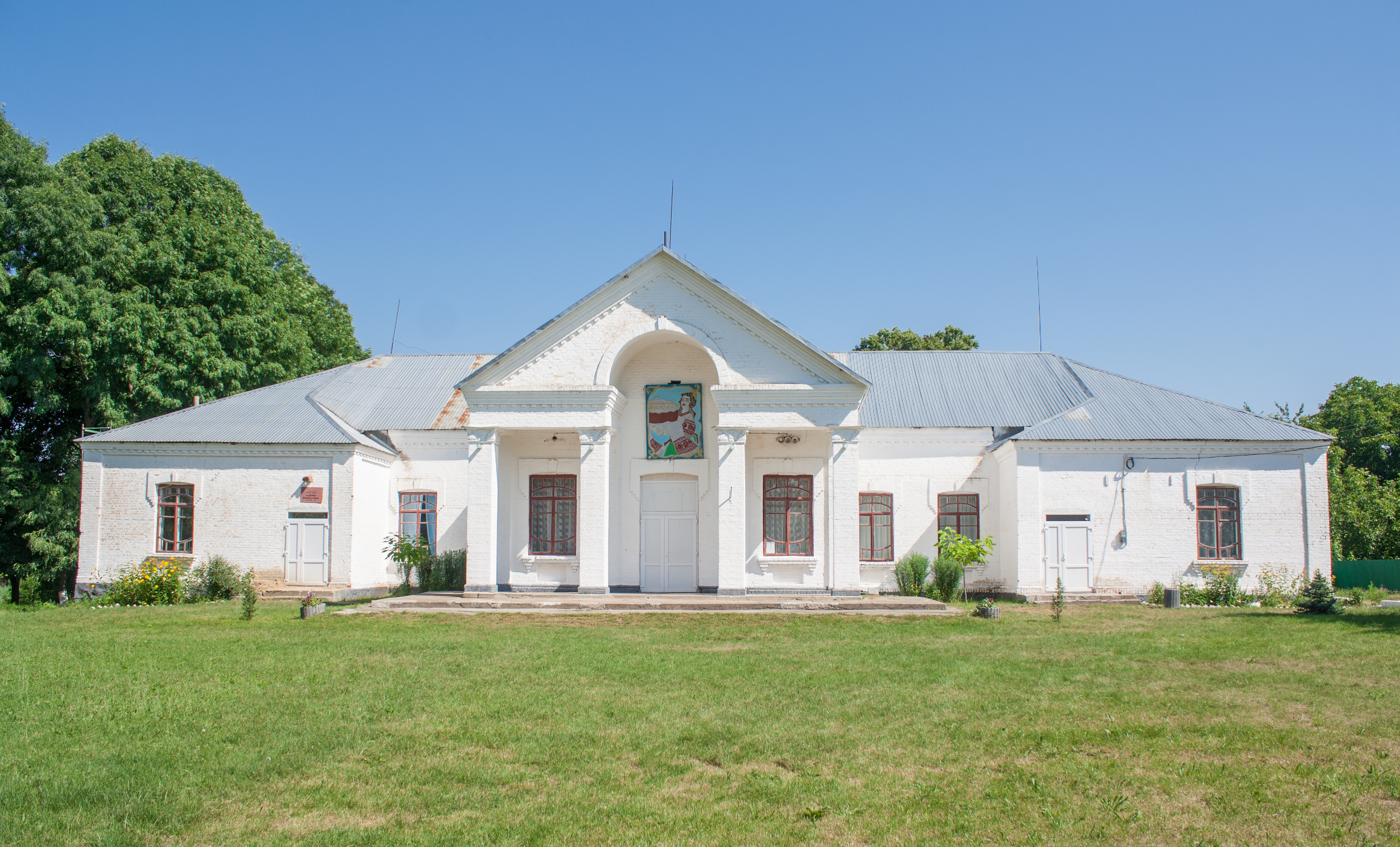
Будинок культури
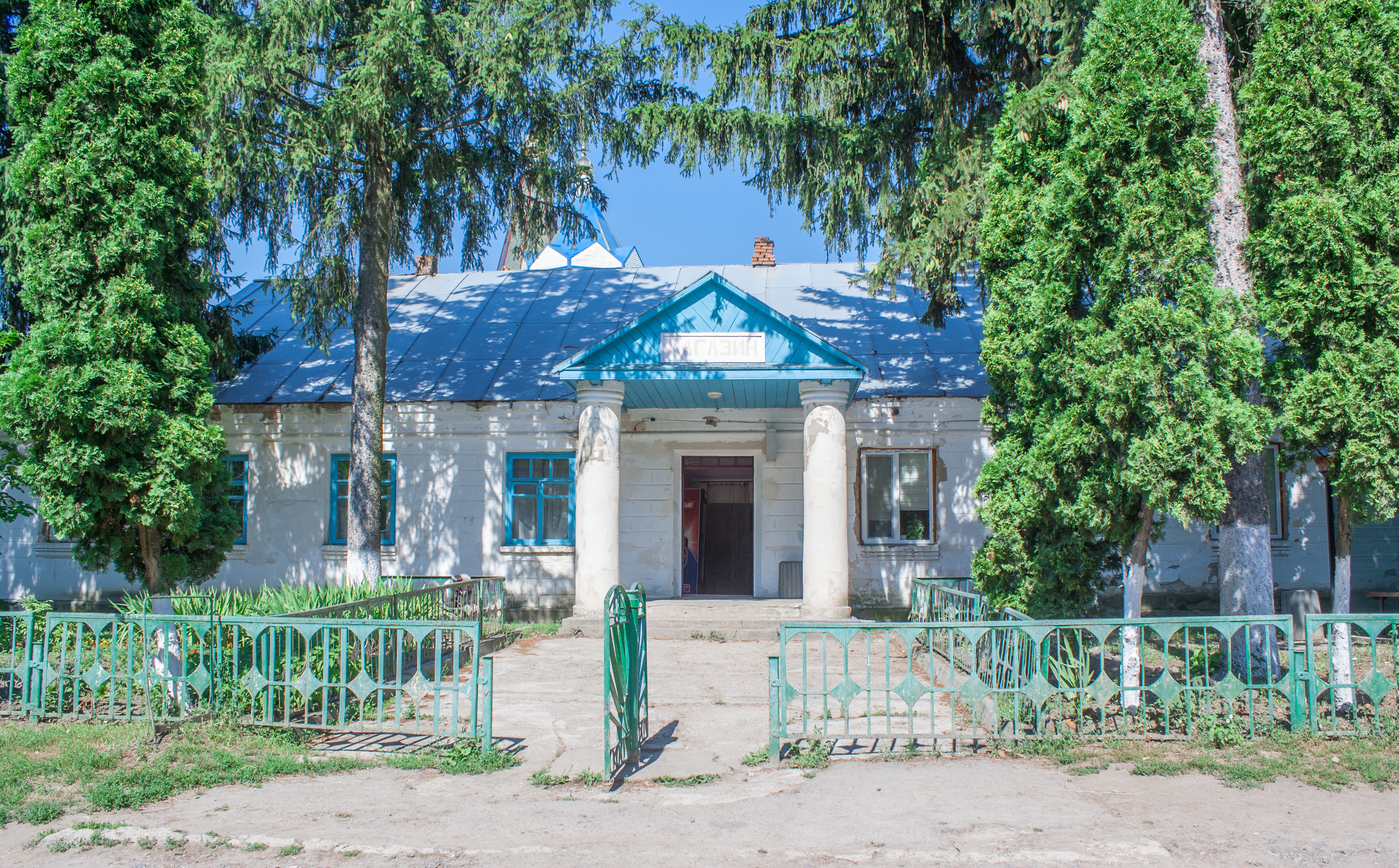
Магазин
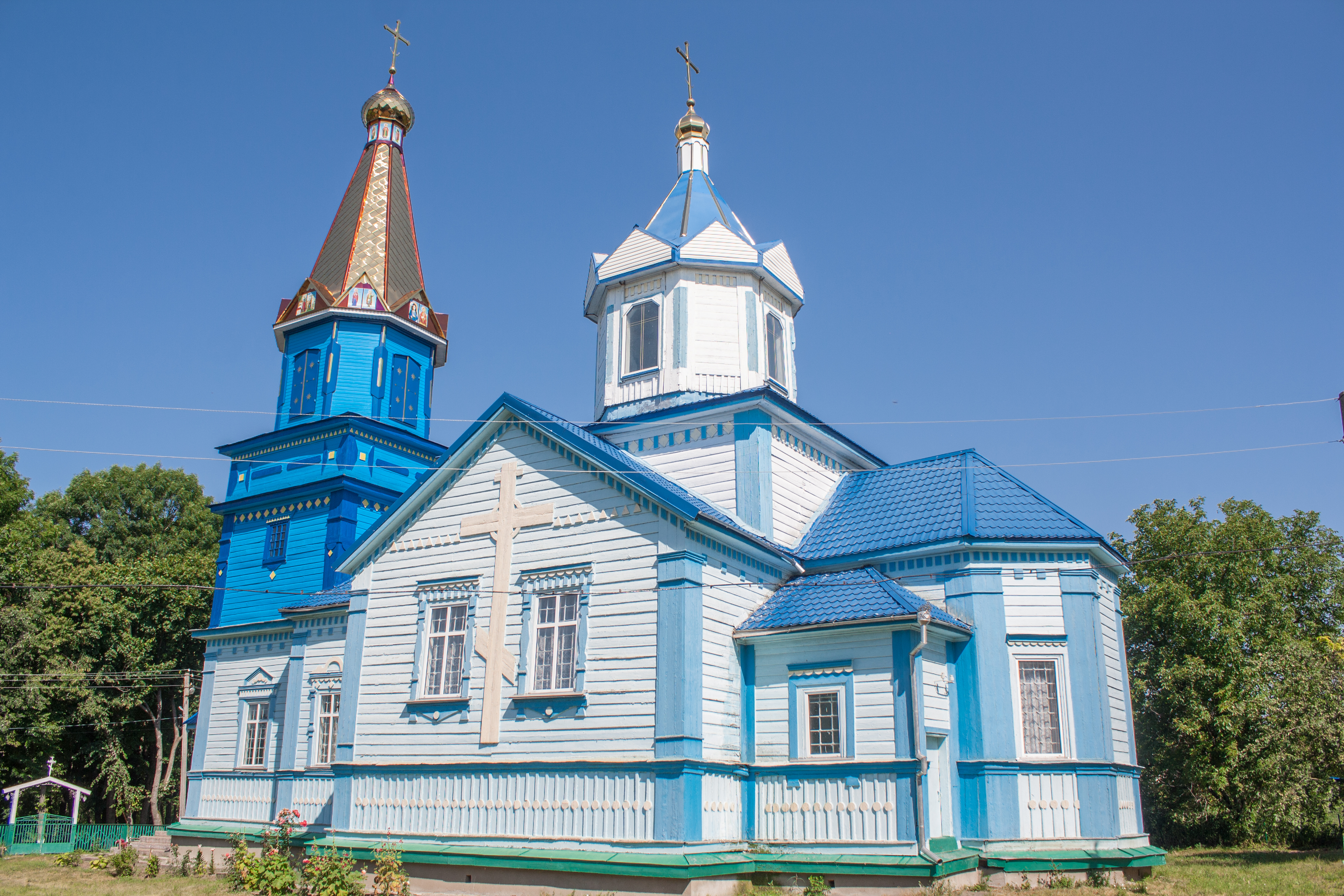
Церква Святого Архістратига Михайла (1890 р.)
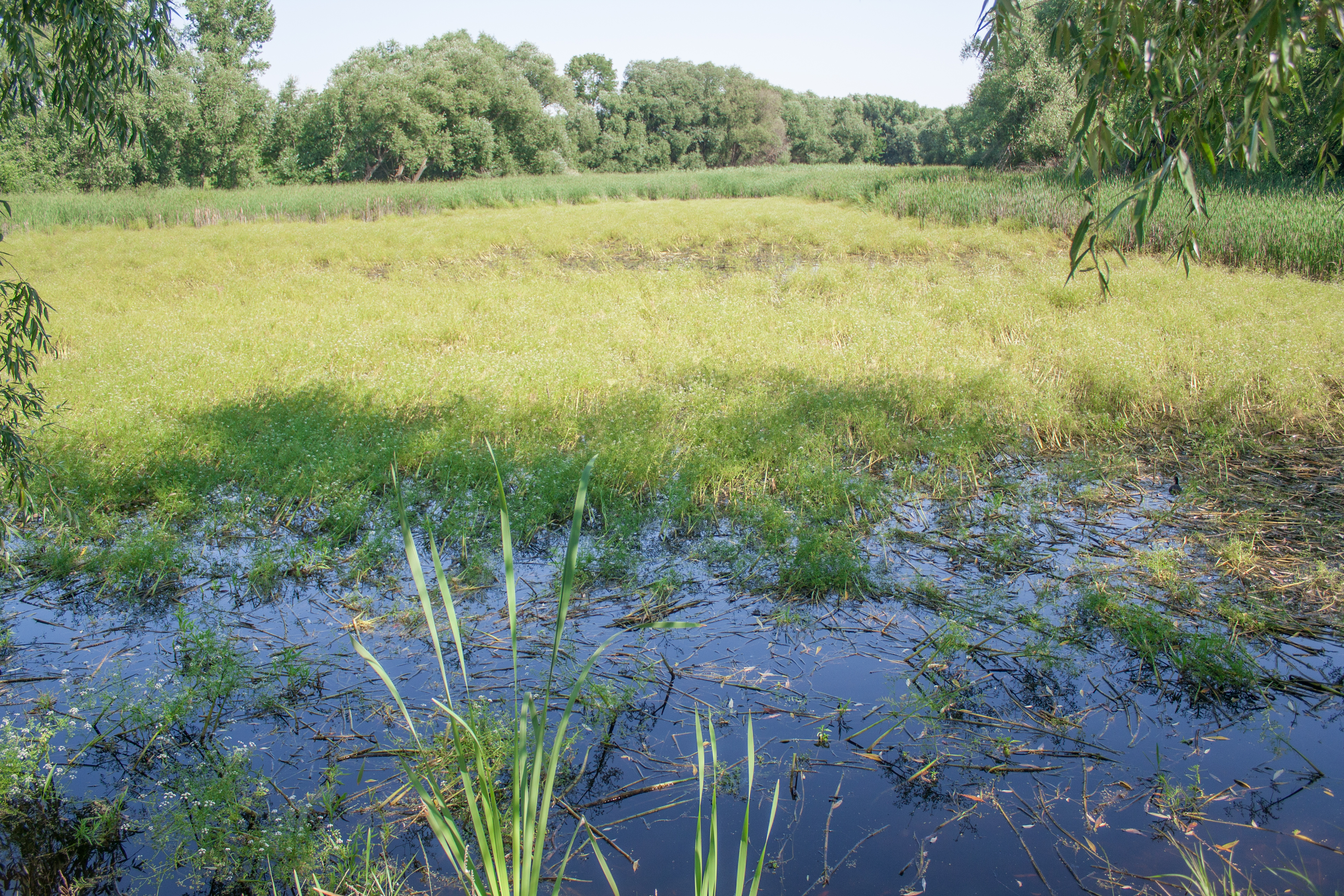
Ставок на річці Попів Ярок
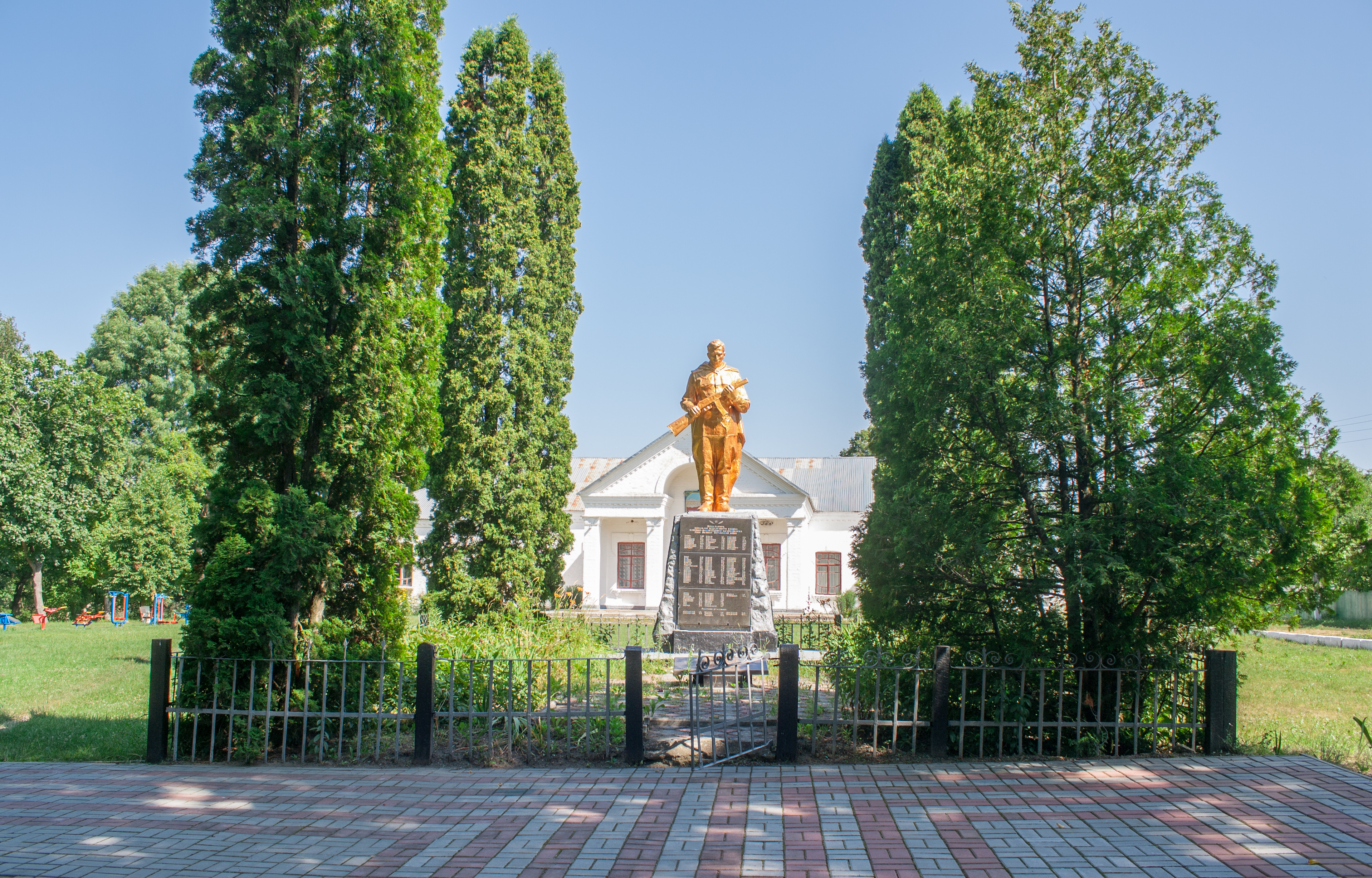
Братська могила і пам'ятник воїнам-односельчанам

## Походження назви села
В історичних документах село вперше згадується в 1545 році, коли Митків входив до складу Гайсинського повіту, який належав Брацлавському замку. Про походження назви села існує легенда, що назва походить від слова «мито». Через село проходив шлях, який зв'язував сусідні села з великим чумацьким шляхом.
Долина річки, що протікає через село, була широка і заболочена, перед містком баюри, важко було переїхати. Люди, які їхали з вантажем, почали обминати село іншими шляхами. Недалеко від річки, на садибі Коваля, шинкував єврей. Коли проїзд через село припинявся, то торгівля в шинку занепадала. Шинкар з дозволу пана побудував місток, засипав баюри за свій рахунок. Для покриття витрат, шинкар з кожного, хто їхав через місток, відбирав мито — плату.

## Польські пани на землях Миткова
З початку землі села загарбав князь Чарторийський. Потім, ними заволодів польський магнат Яловікий, який пізніше перепродав поміщикові Ярошинському. Останній користувався своїми володіннями більш 200 років. Основна садиба, де жив і оселився поміщик, була в селі Кіблич. Його маєтки також були в селах Миткові, Грузькому, Рахнівці і Огіївці. У користуванні поміщика було більше 2000 га орної землі та 400 га лісу. Крім земельних володінь, у своєму користуванні мав великі підсобні підприємства. У селі Кібличі — гуральню, цигельню, два водяних млини, два ставки площею 100 га, в Огіївці — ставок 50 га, вальцьовий млин. У кожному своєму маєткові побудував господарчі приміщення: конюшні, корівники, комори, майстерні, стельмашні, житлові будинки для керівника і постійних робітників. У кожному селі фільварок для обробки полів, тримав по 100—150 робочих коней. Багато різного сільськогосподарського знаряддя, плуги, культиватори, сівалки, косарки, молотарки та інше. Кожним маєтком керував управитель. Перед революцією, митківський маєток орендував посесор Бернатович.

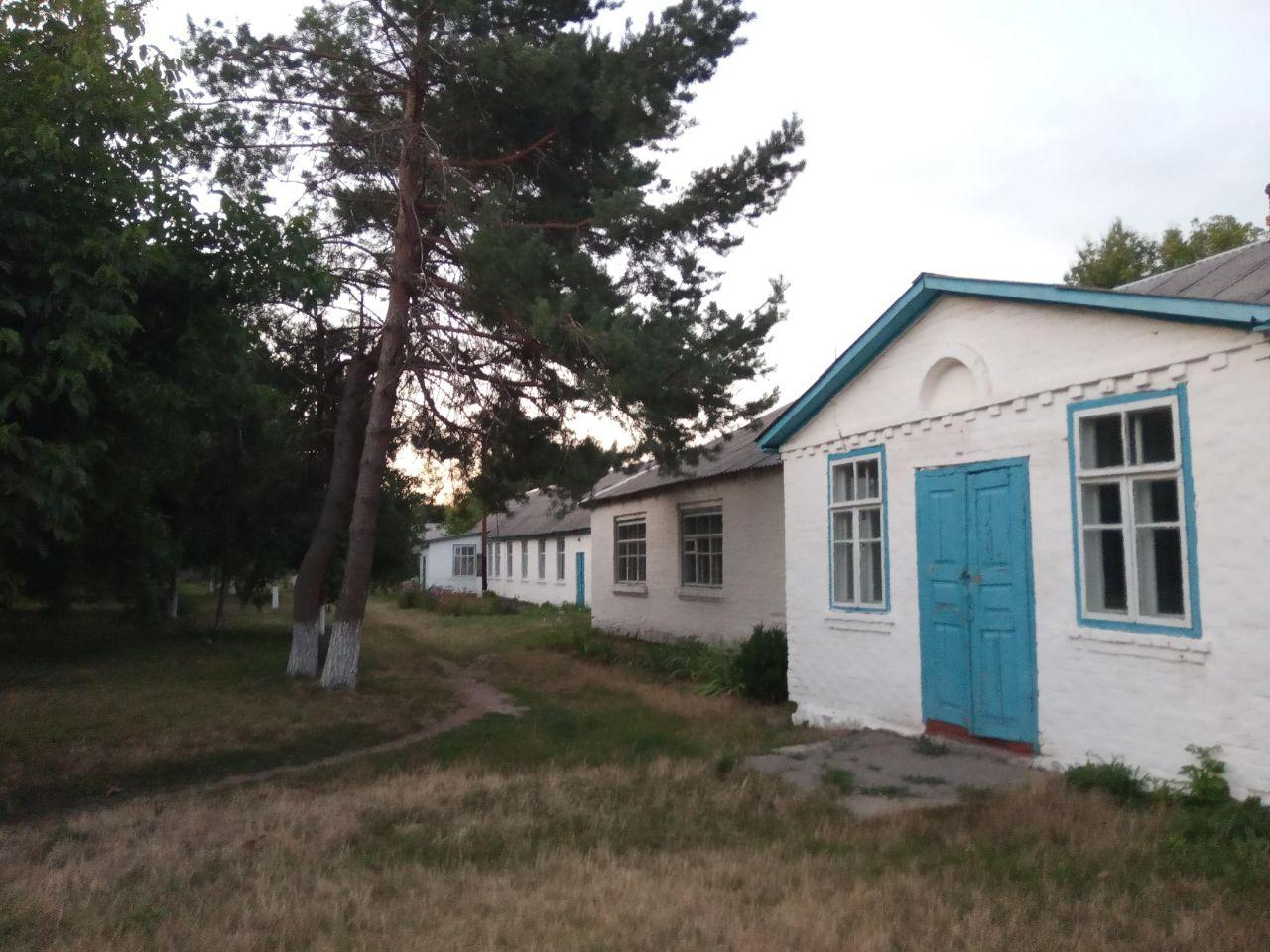
Одне із приміщень подвір'я пана

Поміщицьке господарство в Миткові було побудовано на околиці тодішнього села. Під час революції панське господарство було зруйновано селянами. Панську садибу розділили між селянами на садиби. Залишився лише будинок управителя, у якому зараз находить середня загальноосвітня школа.

## Заснування села
З давніх-давен, на терені теперішнього села, був пустир. По березі невеличкої, джерельного походження, річки, яка зараз тече через село, ріс верболіз та різні чагарники. А далі, на схід від села, місцевість була покрита великими масивами лісу. На схід, за 3 км від села, де теперішнє село Степове, на величезному масиві, площею 100 кв. км., ріс дубовий віковий ліс. До цього часу збереглась назва цього урочища «Дубина».
Для зручності освоєння земель, на окремих віддалених ділянках, поміщик почав будувати окремі господарчі відділки, так звані фільварки. Такі фільварки були побудовані в теперішніх селах: Митків, Грузьке, Рахнівка, Огіївка. Кожному панському маєтку потрібні були робочі руки.
Місцевість, яку підібрав поміщик для фільварку і поселення Миткова, відповідала всім вимогам тодішнього, а також і теперішнього часу. Господарство і поселення біля нього розташовано над річкою, у куті схрещення двох великих шляхів. З заходу на схід за 2 км від села, пролягав великий казенний, катериненських часів, шлях, який зв'язував правобережну Україну з Кримом і Доном. З півночі на південь, за півкілометра від села, пролягав чумацький шлях, який сполучав Поділля з Причорномор'ям. Шляхи ці мали велике значення: по них ходили чумацькі валки на Дон за рибою в Крим і на одеські лимани за сіллю. Ходили цими шляхами також турецько-татарські орди, які часто нападали на села, крали майно, спалювали села, стяга непосильної данини, а значну частину населення, насамперед молодих чоловіків і жінок, забирали у важку неволю.

## Юстим Кармелюк
Один з таких повстанських загонів діяв на терені Гайсинського повіту під керівництвом Юстима Кармелюка. Старі люди розказують, що поблизу села Миткова було дві корчми. Одна, що стояла на перехресті доріг, називалась «Рим», а друга, біля лісу — урочище «Осітне». Повстанські загони на чолі з Кармелюком часто відвідували ці корчми. Така поява, поблизу села Кармелюка, занепокоїла місцевого пана, який кожний раз при появі загону повідомляв повітову поліцію. Корчму «Рим», у якій перебував Кармелюк, поліції один раз вдалося оточити, але Кармелюк був невловимий, і так зловити його не вдалося.

## Перші поселенці
Вигідне географічне розташування, родючі чорноземні ґрунти, наявність води, левад, луків приваблювало перших поселенців і сприяло заселенню теперішнього села Миткова.
Першими поселенцями Миткова були прадіди таких династій: Власюки, Гамани, Лавренюки, Вітенки, Бадяки, Вітри, Діденки, Дячки, Воротняки, Кліщі, Дратовані, Заплішні, Зизи, Ковалі, Коваленки, Карпенки, Лебіді, Марущаки, Подоляни, Медвіді, Небесні, Пигички, Присяжнюки, Скрипники, Смутки, Семенюки, Сягайли, Фалаштинські, Тищенки, Чабанюки, Шевчуки, Колісніченки, Бабенки, Молошні, Кирилюки, Ющенки, Затули, Гнатенки, Мурієнки, Сичі, Білецькі, Погрібняки.

## Панас Власюк
У селі Миткові до революції жив Панас Власюк. Разом з кількома своїми односельцями подався на нафтові промисли, там став до лав революціонерів. Усе своє життя Власюк присвятив боротьбі за Радянську владу. Панас і Антоніна Власюки були активними учасниками підпільної організації «Ленінська іскра», яка діяла на Донбасі. У боротьбі за Радянську владу, разом з ними загинула і їх дочка Валя. Про діяльність цієї родини у підпільній організації розповідається в книзі «Живі пам'ятають», яка вийшла в 1969 році.

## Медицина, XIX—XX ст.
Лікувальних закладів у селі ніяких не було. При волосній владі на 12 сіл був один єдиний фельдшер. Волосний орган і фельдшерський пункт для обслуговування находилися в селі Кіблич. У тодішньому Гайсинському повіті на 120 сіл з населенням більш 350 тисяч людей, була одна повітова лікарня на 50 лікарняних ліжок, 7 лікарів і однієї акушерки. Люди масово хворіли на різні епідемічні захворювання: тиф, різачку, чухачку, віспу, венеричні захворювання. Особливо молодих людей забирала в могилу така страшна хвороба як чухотка. Важкий стан був у хворих малих дітей. Діти хворіли різними дитячими захворюваннями: скарлатиною, дифтерією, кіром, запаленням легень, шлунковим захворюванням. Лікарських засобів проти цих недуг майже ніяких не було. Жінки народжували в антисанітарних умовах, які часто закінчувались смертельним результатом. Лікували тоді старих і малих різні знахарі, баби-шептухи — відмовляли, заклинали, лікували різними травами. Роди приймали баби-повитухи.

## Освіта, XIX—XX ст.
Указом царського уряду в 1862 році про справу народної освіти передано до відомства православної церкви, яка виховувала зневагу до живої української мови. Навчання в школі провадилось на церковно-слов'янській, незрозумілій народові мові. У сільських школах, які виникли після реформи, вивчали псалтир, часловець, молитовник, російський буквар, читанку, арифметику над простими числами до 1000. Попи забороняли читати світську літературу. Навчання було необов'язковим і обмежувалось  в сільських парафіяльних школах. Батьки не охоче посилали дітей до школи, вважали за необхідне привчати дітей до плуга, до рала, до ціпа, мовляв, аби навчився розписатися, псалтир та слово боже прочитати, а з науки він хліба їсти не буде. Дітей крім навчання в школі залучали в церковні хори, вивчати і виконувати церковні треби тощо.
Для жінок вважали науку зовсім непотрібною, тому з дівчат вчились одиниці. Після того як було призначено штатного вчителя, заняття в школі офіційно починались з 1 вересня, але школу відвідували не всі учні, тому що зазвичай у цей час діти пасли скотину, допомагали батькам впоратися з прибиранням городини, а з настанням весняних робіт — залишали школу далеко до перерви.  Багато учнів покидали школу після першого або другого року навчання. Повний курс трьохрічного навчання закінчували двадцять учнів.
Продовжувати навчання у середніх  та вищих навчальних закладах вдавалось тільки декому. У тодішньому Гайсинському повіті, у якому налічувалось більш 350 тисяч населення, була міська 8-річна чоловіча гімназія. Вчилися там лише синки дворян, панів, попів та різних чиновників. Селянам вчитись у гімназії було недоступно. Була ще в Гайсині повітова вище початкова 4-х класна школа., яка була розрахована на щорічний прийом 30-ти учнів. У селі Степашки була 2-річна школа церковного відомства, яка готувала вчителів сільських церковно-парафіяльних шкіл, яка обмежувала прийом не більше 30 учнів на рік. У Степашську школу можна було потупити тільки по рекомендації попа. У цій школі вчилися митківчани Власюк Терень, Медвідь Федір і Білецький. Крім повітових чоловічих шкіл, з 1912 року у Гайсині існувала, заснована поміщицею Курчинською, приватна жіноча гімназія. За прав навчання учні повинні було платити 150 карбованці на рік. У селах, де були волостні управи та інших багато населених пунктів, крім церковно-приходських шкіл з трьохрічним навчанням, існували земські школи з 5-ти річним навчанням.

## Повстання в 1906 році
Проти панської сваволі і несправедливості, селяни села Миткова вели вперту і непримириму боротьбу. У 1906 році в селі спалахнуло повстання. Селяни відмовились працювати в поміщика, вимагали більшої плати за обробку цукрових буряків, спалили панський будинок. Для придушення повстання у село викликали  військову частину. Організатором повстання в селі був Панас Власюк, який працював на вугільних шахтах Донбасу і часто приїздив до села, підіймав селян на боротьбу проти панської неволі. Одна з вулиць села Митків досі названа його іменем.

## Друга Світова війна
Люди були зайняті тим, щоб виростити як найбільше хліба, спорудити гарні й світлі житлові будинки, зробити своє життя радісним, красивим й повним достатку. Багато, що гадали зробити колгоспники, але виконати їх не пощастило. Почалась війна!
На фронт пішло 200 молодих й здорових людей, бо відбувалось це десь далеко від села. Колгоспники вирішили нічого не залишати загарбникам: худобу погнали за Дніпро, трактори, машини й с/г реманент теж вивезли. 26 липня 1941 року ворог зайняв село.
Скоро в селі була створена німецька управа. Старостою і поліцаями призначили колишніх куркулів, які радо зустріли ворогів. Ці зрадники ловили комуністів, комсомольців, активістів, військовополонених, які попали в німецьке оточення і відправлялись у гестапо. За час окупації села, німецька управа на чолі з старостою Коваленком П. відправила в німецьку неволю біля 100 чоловік, хлопців і дівчат. Багато з них було закатовані, й додому вони не повернулися.
Людей, які залишилися в селі, примушували працювати на німців. Під наглядом старости й поліцаїв люди виконували всі господарчі роботи: орали, сіяли, збирали врожай, молотили, зерно відправляли в Німеччину. З дозволу старости можна було змолоти на одну робочу людину не більше 8 кг зерна на місяць. Працювали всі від світання до смеркання.
У селі жив німецький комендант, кожен день перевіряв вихід на роботу. Коли хтось запізнився або залишився вдома — карав нагайкою. Не було для селян ні вихідного, ні свята, ні неділі. По розказами жителів села Митків, які жили на окупованій території, розлючений комендант часто навідувався  під час служби в церкву, кого там заставав — гонив нагайкою на роботу.
Під час панування німецьких загарбників на селі припинилася торгівля, не було гасу, солі, сірників, мила, одягу й взуття. Було закрито клуб, бібліотеку й школу. За всяку наймалішу провину або непокору, підозру — арештовували і відправляли в гестапо, й по-звірячому розправлялись. За підозру у зв'язками з партизанами, були арештовані поліцією Миронюк Іван Іванович і Зиза Микола Артемович, яких били і не давали їсти. Ці люди якимось чудом спаслись від смерті.
Люди не скорилися ворогові, не втратили віри в перемогу. У лісах поблизу Миткова, діяла велика група партизан, які часто навідувались до села. Селяни відповідно допомагали їм одягом, взуттям та харчами.
E 1942 році в Миткові виникла підпільна група, до якої вступили бувший голова колгоспу Левацький Митрофан, бухгалтер колгоспу Власюк Терень, завгосп колгоспу Дяченко Демень, бригадири Безсмертний Іван, Левацький Михайло, Дяченко Дем'ян, колгоспники Чабанюк Марко, Фалаштинський Каленик, Безсмертний Олекса.
Підпільна група закликала селян саботувати всякі розпорядження окупантів, переховувати молодь, щоб вона не потрапила в німецьку неволю, переховували втікачів з німецького полону тощо. Підпільники викривали ворожі дії старости й сільських поліцаїв, які в угоду ворогам знущались над народом. Старосту, як одного з активних зрадників, партизани знищили.
Нацистам вдалося захопити і розстріляти сім підпільників. Загинули Левацький Митрофан, Власюк Терень, Безсмертний Іван, Левацький Михайло, Дяченко Демень, Чабанюк Марко, Безсмертний Олекса.
13 березня 1944 року частинами 2 Українського фронту, село Митків було звільнено від ворога.
Після визволення Миткова від німецьких окупантів усі разом почали кувати перемогу над ворогом. Чоловіки добивали ворога на фронті, а жінки воювали на трудовому фронті по відбудові колгоспного господарства. Ось що писав з фронту наш земляк Микола Сергійович Лавренюк та інші наші земляки, які з ним воювали:
«Привіт вам, дорогі земляки, із Східної Пруссії. В хвилину відпочинку пишемо цього листа і хочемо розповісти, як ми бєємо фашистських загарбників. Давно минув час, коли ми били фашистського гада на Кавказі і під стінами Сталінграду. В ті тяжкі дні, коли з боєм відстоювали кожний будинок й кожну вулицю у героїчному місті на Волзі. Ми билися за наступне визволення рідного Гайсина, свого села Миткова. Багато наших комсомольців, які загинули смертю хоробрих, як воїни-герої  - Лавренюк І., Орловський В., Марущак Д., Бадяка І. Їх імена ми носимо і носитимемо в серцях. Хіба можна забути Лавренюка, коли він у тяжку хвилину бою за славне місто Севастополь кинувся з гранатою під танк?! Хіба можна забути першого листа з дому, у якому нам написали, що німецькі людожери вбили Левацького, Дяченка, Власюка, Діденка, Чабанюка, Безсмертного?! Ні, цього ми ворогові ніколи не забудемо, не простимо.
Ми пройшли довгий переможний шлях від Сталінграду до Тільзіта і тепер, йдучи в атаку на ворога на його землі, ми бачимо як  горить ця земля, героїчна Червона армія несе на своїх багнетах смерть гітлерівським бандитам і визволення всім народам Європи. Вже недалеко та хвилина радості й щастя, коли над Берліном замайорить червоний Прапор Перемоги.
Так давайте ж, дорогі земляки, працювати ще завзятіше, ще краще. Віддавайте всі сили для остаточного розгрому ворога. Готуйтеся до весняної сівби по-фронтовому. Хай ім'я Лавренюка і стане символом у боротьбі з ворогом у нас на фронті і у вас в тилу. Вперед до перемоги!»
Письмо підписали: Лавренюк М. та інші товариші. 3-1 Білоруський фр.
В своїй відповіді на лист Лавренюка, колгоспники писали:
«Привіт, фронтовику-комсомольцю Миколі Лавренюку і його друзям, з рідного Миткова. З вашого листа, вміщеного в райгазеті 22 лютого 1945 року, ми довідалися про ваше фронтове життя і про ті вимоги, які ви ставите перед нами, працівниками тилу. Відповідно до вашої героїчної боротьби по розгрому ворога, ми — колгоспники артілі „Думка Леніна“, з честю справляємося з своїми завданнями в тилу, працюючи під гаслом „Все для фронту, все для остаточного розгрому німецьких загарбників“.
В минулому році колгосп виконав державну натуроплату МТС на 170 відсотків, хліба — на 116 відсотків, план здачі хліба у фонд Червоної Армії — на 327 відсотків, овочів здано 350 центнерів. Крім того колгоспники з своїх власних заощаджень здали у фонд перемоги 2040 пудів хліба.
Весну зустрічаємо по-фронтовому: повністю підготовлений посів матеріал, засипані страховий та фуражний фонди, відремонтований с/г техніка інвентар, заготовляємо місцеві добрива. Підготовляємо тяглову силу до польових робіт.
Дякуючи вашій героїчній боротьбі, з німецького рабства повертаються ваші земляки.
Ми, колгоспники артілі „Думка Леніна“, запевняємо вас, що з поставленими завданнями — виростити 1945 р.
високий урожай, справимося з честю. В пам'ять загиблих у боротьбі за свободу і незалежність нашої Батьківщини, земляків наших, ми ще більше будемо докладати сил в тилу для скорішого розгрому фашистських супостатів. Героїчний подвиг Івана Лавренюка вічно житиме в наших серцях, стане символом боротьби виконання наших зобов'язань. Будьте здорові і безстрашні в боях. Чекаємо вас із славною перемогою!»
За дорученням зборів листа підписали: М.Безсмертна, П.Лавренюк та Гайсинська газета «Радянське село» за 25 березня 1945 року.

## Вигідне географічне розташування (дані на 1990 рік)

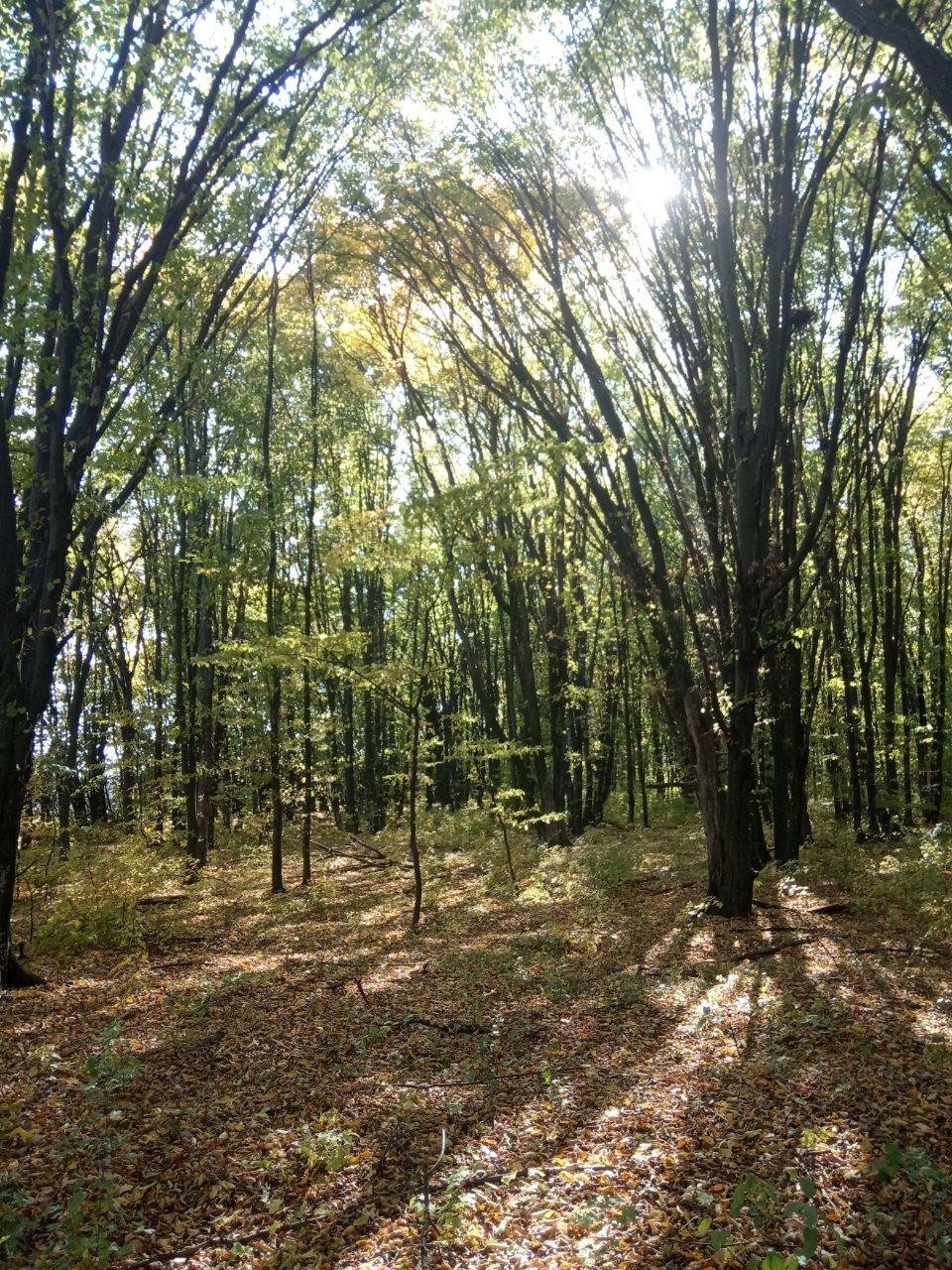
Тишківський ліс

Митків до недавно був заболоченим селом: весною, літом і восени при дощах на вулицях утворювались такі баюри і грязь, що не можна було ні проїхати, ні пройти. Тепер село і господарство колгоспу зв'язане великим асфальтованим шляхом Вінниця-Умань й бруківкою. Шлях при в'їзді в село розширюється і стає головною вулицею. Зразу обабіч вулиці починаються житлові будинки колгоспників Всі вони високі, гарні й чепурні. Побудовані з цегли, вапняку, криті бляхою або шифером, з великими вікнами, скляними верандами, подвір'я огороджені штахетником.
Здавна село славилось садами, і тепер свої подвір'я колгоспники обсаджують деревами. У скронях садових дерев ховаються, і здалеку село схоже на сад. Дальше ліворуч вулиці, у скверику, будинки початкової школи, а ними — стадіон. Недалеко від школи, праворуч вулиці, у куті схрещення двох вулиць, будинок медично-акушерського пункту. У центрі села автобусна зупинка, по другий бік вулиці — промтоварний і продтоварний магазини, буфет. Біля торгівельного містечка вулиця круто повертає і прямує до адміністративно-господарчого центру. З початку над ставком, у глибині скверу, будинок культури, попереду якого стоїть пам'ятник-монумент у пам'ять загинувши воїнів при визволенні Миткова від гітлерівських загарбників, також у пам'ять митківчан, які загинули в боях за визволення нашої Батьківщини. На повороті до колгоспного господарства, ліворуч вулиці, побудовано адміністративний будинок, у якому розмістились сільська рада, правління колгоспу, парторганізація, поштове відділення, ощадкаса, телефонна автоматична станція. Праворуч вулиці — будинок дит'ясел, а через вулицю, навпроти адміністративного пункту, готель для приїжджих.

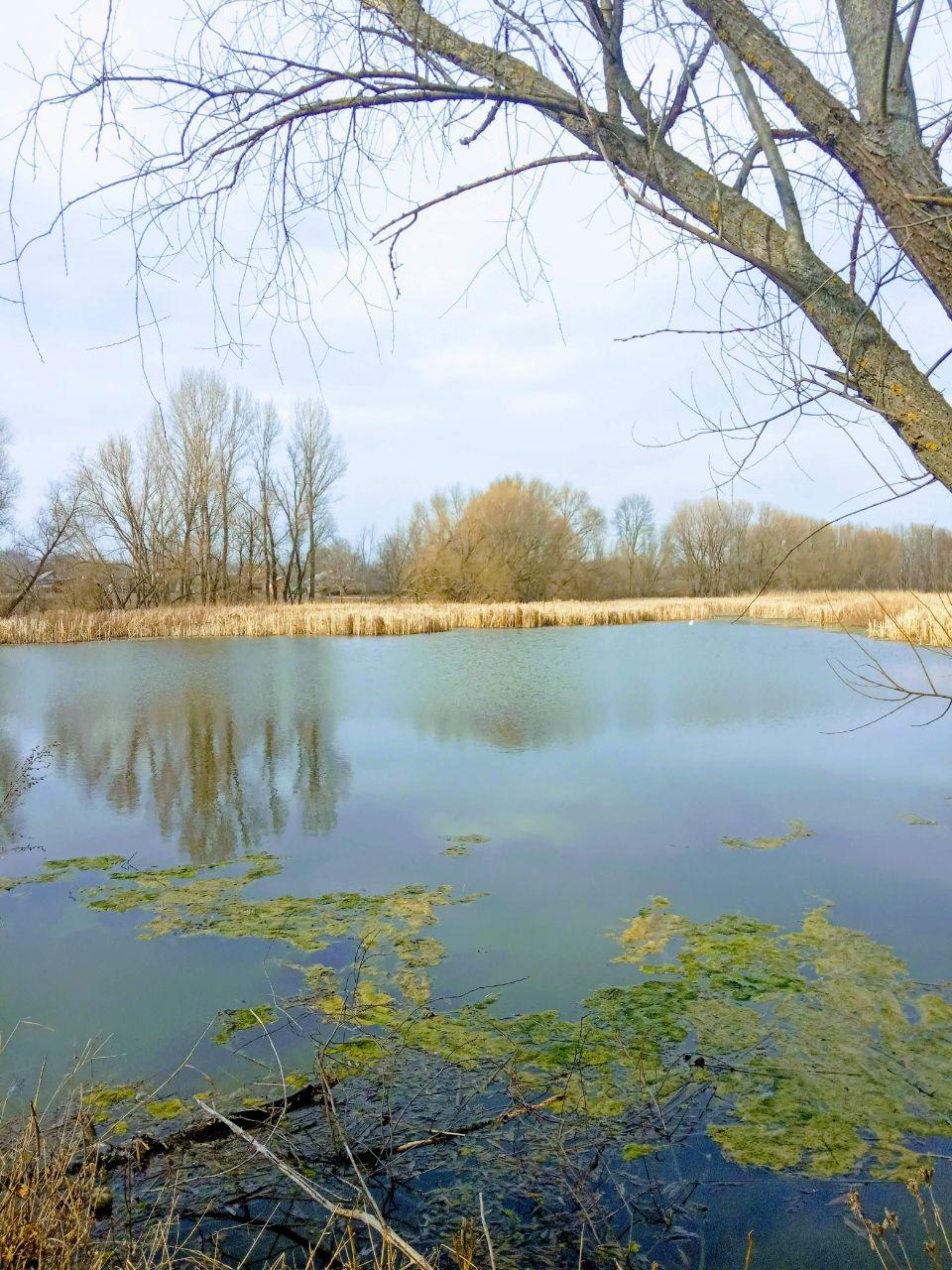
«Клубний» ставок

Село розташоване в мальовничій місцевості з усіма природними умовами і зручностями для життя людини. З заходу і півдня село оточено великими масивами лісу, де ростуть переважно дерева листяних порід: дуб, граб, ясен, клен, береза, липа й сосна. Ростуть також дикі яблуні, груші, шипшина, горішина, черешня. Літом на прогалинах росте багато лісових ягід: землянки й ожини. Восени багато росте їстівних грибів. У лісі водиться різна дичина: зайці, лисиці, дикі кози, кабани, тхори та ін.
На схід і північ від села, розкинулись великі масиви, обрамлені великими квадратами лісосмуг колгоспних ланів. Немає в селі горбків і глибоких ярів, село розміщене на рівній низовинній площині. На терені села з маленьких джерельних струмочків починаються дві річки, серед села вони збігаються в одну. Річку в 4 місцях перепинено греблями, і у селі утворилось чотири ставки площею біля 9 га. У ставках вирощуються коропи, карасі та інша дрібна риба. На ставках вигулюється багато домашньої й водоплавної птиці і всякої дичини.